# Pedro Ángel

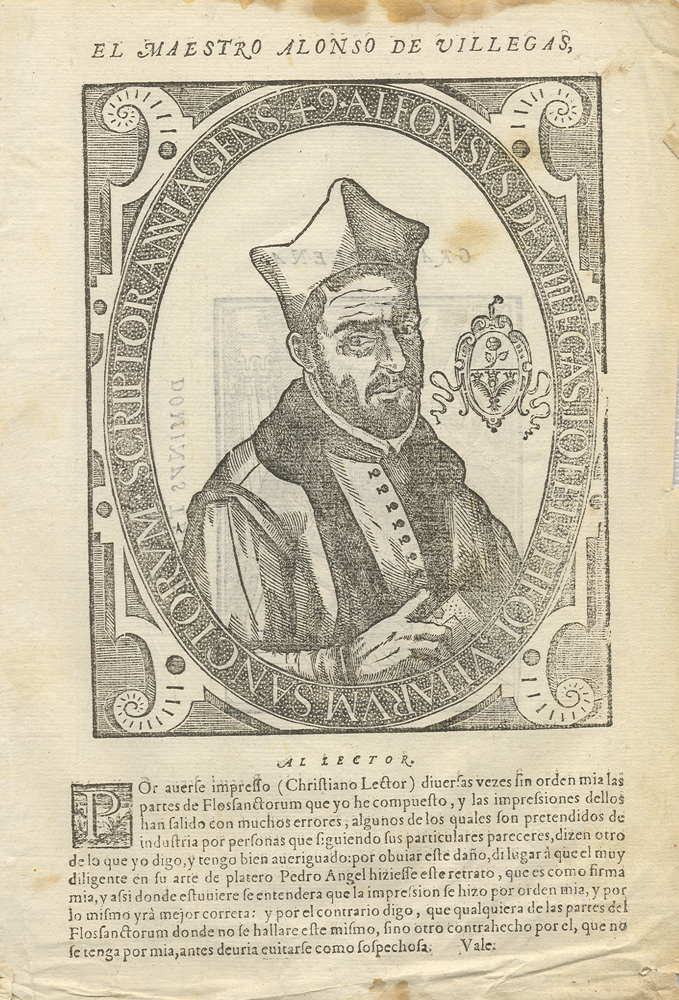
Retrato de Alonso de Villegas a la edad de 49 años; xilografía. Flos sanctorum, Toledo, 1588. Universidad de Salamanca, Biblioteca General Histórica. El retrato lleva al pie una nota Al lector del propio Villegas en la que explicaba que: «por obviar este daño [de las muchas copias piratas], di lugar a que el muy diligente en su arte de platero Pedro Ángel hiciesse este retrato, que es como firma mía, y assí donde estuviere se entenderá que la impresión se hizo por orden mía».

Pedro Ángel (c. 1567-1618) fue un platero y grabador de láminas en madera y a buril activo en Toledo, elogiado por Lope de Vega en el auto sacramental El viaje del alma:

... es hoy Pedro Ángel un divino artífice
con el buril, en oro, plata o cobre.

## Biografía
Según Ceán, que lo llama Ángelo, «residía en Toledo a comienzos del siglo XVII con mucho crédito, porque dibujaba con corrección y grababa con limpieza». Son suyas las abundantes estampas con motivos del Antiguo y Nuevo Testamento y otros muchos santos que ilustran las ediciones toledanas del Flos Sanctorum de Alonso de Villegas, desde la segunda parte, impresa en Toledo en 1588 a costa de Juan Rodríguez. Al frente del volumen iba el retrato del autor a la edad de 49 años, aparecido previamente con la impresión madrileña de la primera parte de la obra, que salió de las imprentas con el título de Flossanctorvm y Historia general de la vida y hechos de Iesu Christo... conforme al Breuiario Romano, reformado por decreto del Santo Concilio Tridentino: junto con las vidas de los santos propios de España, y de otros Extrauagantes. El propio Villegas explicaba en una nota Al lector, al pie del grabado, el encargo que había hecho del retrato al «muy diligente en su arte de platero Pedro Ángel». Justificaba Villegas la inclusión del retrato por la existencia de numerosas impresiones no autorizadas de su obra, hechas en Zaragoza y Barcelona principalmente, por lo que se le ocurrió hacer del retrato «como firma mía, y assi donde estuviere se entenderá que la impresión se hizo por orden mía, y por lo mismo yrá mejor correcta; y por el contrario digo, que qualquiera de las partes del Flossanctorum donde no se hallare este mismo, sino otro contrahecho por él, que no se tenga por mía, antes devería evitarse como sospechosa».
De 1584 a 1618 colaboró con las imprentas toledanas. Firmadas Petrus Angelus fecit o con las iniciales P.A. se encuentran, entre otras, la portada calcográfica de la Historia de Nuestra Señora de Guadalupe de fray Gabriel de Talavera, Toledo, 1597, con una estampa tras el frontispicio de la Virgen de Guadalupe también firmada. Para el Chronico de el cardenal Doan Iuan Tauera de Pedro de Salazar y Mendoza, Toledo, 1603, proporcionó el grabado de portada y el retrato a buril del cardenal. El mismo año salieron impresos por Pedro Rodríguez los Discursos morales del Sanctíssimo Sacramento del Altar de Luis Dávila, con portada calcográfica de Ángel y un grabado en madera del Santísimo Sacramento que, aunque no firmado, pudiera corresponderle. También son suyos los retratos del cardenal Francisco Jiménez de Cisneros, ilustración de la obra de Eugenio Robles, Compendio de la vida y hazañas del Cardenal don Francisco Ximenez de Cisneros, impresa en Toledo en 1604, y el de Jerónimo de Cevallos, fechado Aetatis Suae, 51 / 1613, pero impreso años más tarde, con la edición de 1618 del Tractatum de cognitione per viam violentiae, obra del retratado. También para la imprenta madrileña de Luis Sánchez, para la que abre la lámina de la imposición de la casulla a san Ildefonso en un edificio decorado con pilastras y columnas de orden compuesto, ilustración de la obra del jesuita Francisco Portocarrero, Libro de la Descension de Nuestra Señora a la Santa Yglesia de Toledo y vida de San Iiefonso, arçobispo della.
En lo que a estampas sueltas de devoción se refiere, se conoce una italianizante Virgen con el Niño en un paisaje, firmada «Petrus Angelus fc. 1597».